# Poppin' Heartはひとつだけ?
「Poppin' Heartはひとつだけ?」（ポッピンハート-）とは、2006年8月9日に発売されたクローバーの3rdシングル。

## 概要
テレビアニメ『まもって!ロリポップ』のオープニングテーマ。
テレビアニメの第1話と第2話以降でアニメの映像が異なっている。

## 収録曲
1. Poppin' Heartはひとつだけ?
作詞：畑亜貴 / 作曲：前澤寛之 / 編曲：橋本由香利
  - テレビアニメ『まもって!ロリポップ』オープニングテーマ
2. First＊Kiss
作詞：KENTA / 作曲：小池雅也 / 編曲：4-EVER
3. Poppin' Heartはひとつだけ?（off vocal）
4. First＊Kiss（off vocal）